# Amorphochelus griseovarius
Amorphochelus griseovarius är en skalbaggsart som beskrevs av Marc Lacroix 1997. Amorphochelus griseovarius ingår i släktet Amorphochelus och familjen Melolonthidae. Inga underarter finns listade i Catalogue of Life.